# Virgen de Trapani (Catedral de San Cristóbal de La Laguna)
La pequeña efigie de la Virgen de Trapani o la Madonna di Trapani es una de las más importantes obras de arte que se encuentran en el tesoro de la Catedral de San Cristóbal de La Laguna (isla de Tenerife, Canarias, España). 
Es una delicada figura de alabastro policromado que toma el nombre de la localidad italiana de Trápani en la isla de Sicilia de donde posiblemente proceda. Sin embargo algunos historiadores apuntan a que se trata de una representación de la Virgen del Pilar, de ser así, sería la representación más antigua de esta advocación mariana en el archipiélago canario.
La imagen data de la primera mitad del siglo XVI, la Virgen María está representada de pie con el niño Jesús en brazos con el que parece dialogar, se observan ciertos destrozos en el conjunto, principalmente en la pérdida de la mano izquierda del niño Jesús y en la mano derecha de la Virgen. Esto se debe principalmente a la fragilidad del alabastro. Se observan también roturas en otras efigies del mismo material en las Islas Canarias, tal es el ejemplo de la Virgen de la Peña, patrona de la isla de Fuerteventura.
En realidad existen varias imágenes en diferentes países con esta advocación de la Virgen de Trapani y todas ellas con la misma iconografía que se basan en la imagen que tallara Nino Pisano en el siglo XIII, en Florencia para el Convento de la Annunziata y que alcanzó gran devoción popular, difundiéndose por todo el Mediterráneo occidental.
En cuanto a esta Virgen de Trapani que se conserva en el tesoro de la Catedral de La Laguna no se sabe a ciencia cierta como llegó a la isla de Tenerife. Según la mayoría de los investigadores, la imagen habría llegado desde la ciudad siciliana de Trápani que debido a su gran esplendor comercial habría facilitado la llegada de la imagen a Canarias.
En la misma ciudad de San Cristóbal de La Laguna existe otra imagen de la Virgen de Trapani en el museo de arte sacro del Convento de Santa Clara de Asís.